# Tolmerus pawaneeae
Tolmerus pawaneeae là một loài ruồi trong họ Asilidae. Tolmerus pawaneeae được Martin miêu tả năm 1975. Loài này phân bố ở vùng Tân Bắc giới.